# Municipio de Washington (condado de Clinton, Indiana)
El municipio de Washington (en inglés: Washington Township) es un municipio ubicado en el condado de Clinton en el estado estadounidense de Indiana. En el año 2010 tenía una población de 1098 habitantes y una densidad poblacional de 14,73 personas por km².

## Geografía
Según la Oficina del Censo de los Estados Unidos, tiene una superficie total de 74.54 km², de la cual 74,44 km² corresponden a tierra firme y (0,14 %) 0,1 km² es agua.

## Demografía
Según el censo de 2010, había 1098 personas residiendo. La densidad de población era de 14,73 hab./km². De los 1098 habitantes, estaba compuesto por el 96,63 % blancos, el 0,18 % eran afroamericanos, el 0,27 % eran asiáticos, el 1,55 % eran de otras razas y el 1,37 % eran de una mezcla de razas. Del total de la población el 3,92 % eran hispanos o latinos de cualquier raza.